# La hora de los valientes
La hora de los valientes es una película española dirigida en 1997 por Antonio Mercero.

## Argumento
Manuel (Gabino Diego) es un joven anarquista entusiasta de los cuadros. Trabaja como celador en el Museo del Prado. Cuando estalla la guerra civil española en 1936, la República, por medio de la Junta Central del Tesoro Artístico, decide trasladar las obras de arte del Museo del Prado de Madrid a Valencia. Manuel consigue rescatar el cuadro del autorretrato de Francisco de Goya. La película transcurre en el Madrid republicano resistente con todas sus consecuencias: bombardeos, cartillas de racionamiento, registros, la incertidumbre de vivir el día a día... "El Museo del Prado es más importante para España que la Monarquía y la República juntas." Manuel Azaña.

## Producción
Entre las localizaciones de rodaje, se encuentra el Museo del Prado de Madrid.

## Premios
XIII edición de los Premios Goya
| Categoría                     | Persona           | Resultado |
| ----------------------------- | ----------------- | --------- |
| Mejor actriz                  | Leonor Watling    | Nominada  |
| Mejor actor                   | Gabino Diego      | Nominado  |
| Mejor actriz de reparto       | Adriana Ozores    | Ganadora  |
| Mejor dirección de producción | Mikel Nieto       | Nominado  |
| Mejor vestuario               | Javier Artiñano   | Nominado  |
| Mejores efectos especiales    | Juan Ramón Molina | Nominado  |